# Typ (biologia)

Schematyczne przedstawienie podstawowych jednostek używanych w klasyfikacji biologicznej. Kolejno od góry: życie, domena, królestwo, typ (w zoologii) lub gromada (w botanice), gromada (w zoologii) lub klasa (w botanice), rząd, rodzina, rodzaj i gatunek

Typ (phylum) – jedna z podstawowych kategorii systematycznych stosowanych w systematyce organizmów, niższa od królestwa, a wyższa od gromady (classis) w systematyce zwierząt lub klasy (classis) w botanice. Typ jest kategorią równoważną gromadzie (divisio) w systematyce botanicznej. Gdy w systematyce roślin dopuścimy użycie określenia typ dla gromady (divisio), to niższą od niego rangę ma klasa (classis).
Kategoriami pomocniczymi dla typu są nadtyp (superphylum), podtyp (subphylum) i infratyp (infraphylum).

## Rys historyczny
Kategoria w randze typu została wprowadzona w zoologii przez Georges'a Cuviera, który podzielił zwierzęta na cztery grupy taksonomiczne nazwane przez niego embranchements – gałęziami lub konarami, później zmieniono tę nazwę na "typy". Były to kręgowce (Vertebrata), mięczaki (Mollusca), stawowate (Articulata) i promieniaki (Radiata). Podział Cuviera nie utrzymał się długo, ale doprowadził do odejścia od koncepcji ewolucji ciągłej, prezentowanej w formie "drabiny jestestw" (scala naturae), polegającej na płynnym przechodzeniu życia od form najprostszych, przez bardziej skomplikowane, aż do człowieka.
W zoologii do jednego typu zaliczane są zwierzęta mające ten sam plan budowy ciała.

## Różnice w nomenklaturze botanicznej i zoologicznej
| Nomenklatura botaniczna            | Nomenklatura zoologiczna |
| ---------------------------------- | ------------------------ |
| królestwo                          | królestwo                |
| gromada (divisio) lub typ (phylum) | typ (phylum)             |
| klasa (classis)                    | gromada (classis)        |

### Pozycja taksonomiczna
Typ obejmuje blisko spokrewnione gromady (w zoologii) lub klasy (w botanice). Jego pozycja w układzie hierarchicznym (z uwzględnieniem kategorii pomocniczych) wygląda następująco.
- królestwo
- podkrólestwo
- nadtyp
- typ
- podtyp
- infratyp
- gromada lub klasa

## Przykłady typów
Zwierzęta:
- strunowce
- stawonogi
- mięczaki

Rośliny:
- okrytonasienne
- mchy
- wątrobowce

Grzyby:
- workowce
- podstawczaki
- sprzężniaki